# Forum Gallorum (Gàl·lia Cispadana)
El Forum Gallorum era una ciutat de la Gàl·lia Cispadana situada a la via Emília, entre Mutina (12 km) i Bononia (25 km), un vicus o llogaret.
És conegut perquè va ser l'escenari, uns dies abans de la batalla de Mutina (Mòdena), del primer enfrontament entre Marc Antoni i els cònsols Aulus Hirci i Gai Vibi Pansa que volien aixecar el setge de Mutina. Les forces de Pansa, les primeres a entrar en combat, en van sortir malparades però no derrotades, tot i que Pansa va quedar ferit de mort; però Hirci, que va quedar inesperadament a la rereguarda de Marc Antoni quant aquest es replegava cap a Forum Gallorum, el va derrotar completament i el va obligar a aixecar el campament que tenia davant Mutina el 15 d'abril de l'any 43 aC. Aquesta acció es va lliurar només 15 dies abans de la decisiva batalla que es va lliurar a Mutina. Servi Sulpici Galba va descriure els fets ocorreguts al Forum Gallorum en una carta a Ciceró. El lloc no va créixer mai gaire, i només es menciona a la Taula de Peutinger, on per la situació que en dona es veu que va ocupar un lloc proper a la moderna Castelfranco Emilia.